# Garantie décennale
La garantie décennale est, en droit de la construction français, une garantie légale à laquelle l'entrepreneur est tenu pendant un délai de dix ans à compter de la réception de l'ouvrage. Étant d’ordre public, toute clause du contrat de construction qui l’exclurait ou la limiterait est nulle.
Instaurée par la loi Spinetta en 1978, la garantie décennale permet la réparation des dommages qui affectent la solidité du bâti ou rendent l'ouvrage impropre à sa destination. Le second critère d'impropriété à destination, subjectif, fait l'objet d'une interprétation par jurisprudence évolutive.
La garantie décennale est associée à une obligation d'assurances. Le maître d'ouvrage souscrit une assurance dommages-ouvrage tandis que les constructeurs souscrivent une assurance responsabilité civile décennale.

## Historique
La responsabilité des constructeurs est instituée dans les articles 1792 et 1792-4-1 du Code civil depuis 1804,. Ces articles sont modifiés une première fois par la loi du 3 janvier 1967. Le rapport Spinetta de 1975, du nom d'Adrien Spinetta, met en relief trois points noirs dans le règlement des contentieux en droit de la construction : des délais de traitement très longs, l'augmentation de la charge des sinistres et la sous-assurance du secteur de la construction. En effet, dans les années 1970, les procédures juridiques sont très longues : l’indemnisation n’intervient que huit ans après la déclaration de sinistre dans 75 % des cas et, pour le quart restant, les procédures peuvent durer vingt ans. Il est également constaté une baisse de la qualité de la construction et une augmentation du montant des sinistres (doublement entre 1969 et 1974). Par ailleurs, les constructeurs comme les maîtres d'ouvrage disposent rarement d'une assurance : l'entreprise condamnée indemnise les lésés sur ses fonds propres.
La loi relative à la responsabilité et à l'assurance dans le domaine de la construction du 4 janvier 1978, dite « Loi Spinetta », applicable aux 1er janvier 1979 veut corriger ces défauts. Elle instaure notamment un système d'assurances à double-détente qui vise à protéger l'usager d'un bien immobilier.

## Description

### Référentiels
La garantie décennale fait partie des trois garanties légales que le maître d'ouvrage peut actionner en cas d'apparition de désordres après les travaux de construction. Les deux autres garanties sont la garantie de parfait achèvement et la garantie biennale. Il s'agit d'une garantie d'ordre public, ce qui signifie que toute clause du contrat de construction qui l’exclurait ou la limiterait est nulle. La garantie décennale est définie aux articles 1792 et 1792-2 du Code civil. Elle fait l'objet de nombreuses jurisprudences.

### Objet
« Tout constructeur d'un ouvrage est responsable de plein droit, envers le maître ou l'acquéreur de l'ouvrage, des dommages, même résultant d'un vice du sol, qui compromettent la solidité de l'ouvrage ou qui, l'affectant dans l'un de ses éléments constitutifs ou l'un de ses éléments d'équipement, le rendent impropre à sa destination. 
Une telle responsabilité n'a point lieu si le constructeur prouve que les dommages proviennent d'une cause étrangère. »
— Article 1792 du Code civil français

### Modalités de mise en œuvre
Le point de départ de la garantie décennale est la réception de la construction par l’acheteur. Le vendeur et les professionnels ayant exécuté les travaux sont responsables pendant dix ans des dommages qui compromettent la solidité de l'ouvrage ou le rendent impropre à sa destination. Leur responsabilité est engagée pour les dommages résultant d'un vice du sol.
La plupart des jugements sur le caractère décennal d'un dommage se fonde sur l’impropriété à destination de l’ouvrage.
Les défauts affectant la solidité des éléments indissociables du bâtiment entrent également dans le cadre de la garantie décennale. Il s’agit notamment des canalisations, cheminées, escaliers… et plus généralement des défauts touchant des parties faisant corps avec le bâtiment.
Afin d’obtenir réparation, lorsque l’acheteur constate des malfaçons relevant de la garantie décennale, il lui appartient de les signaler au constructeur par lettre recommandée avec avis de réception et de le mettre en demeure d'exécuter les travaux.

#### Le critère de solidité
L'atteinte à la solidité de l'ouvrage est un critère objectif de la mise en œuvre de la garantie décennale. Il vise tous les dommages affectant les structures du bâtiment.

#### Le critère d'impropriété à destination
Il n’existe pas de définition légale de l'impropriété à destination : ce critère subjectif est laissé à l'appréciation du juge,. La définition de l’impropriété à destination se construit donc par jurisprudences et est susceptible de varier dans le temps au gré des jugements,. Des limites à l'impropriété à destination existent, notamment sur la gravité du désordre (un bâtiment inconfortable n'est pas considéré comme impropre à sa destination) et sur sa généralisation (c'est l'ensemble du bâtiment qui doit être impropre à sa destination, et non une partie). Deux grandes catégories d'impropriété à destination sont généralement citées : l'inaptitude et la dangerosité,.
L'inaptitude considère que le bâtiment n'est plus apte à être utilisé tel qu'il était prévu lors de sa conception. Les désordres affectant le clos et le couvert (par exemple, une infiltration d'eau dans le bâtiment), les défauts d'isolation phonique, les défaillances d'équipements de chauffage ou encore les erreurs d'implantation du bâtiment (par exemple, une erreur d'implantation qui rend un parking inutilisable) entrent dans le cadre de l'inaptitude à la destination.
La dangerosité du bâtiment est la seconde grande catégorie d'impropriété à destination d'un ouvrage. Cela inclut les risques de sécurité des personnes (par exemple, un carrelage fissuré qui peut provoquer des chutes ou des coupures), la sécurité incendie et la non-conformité aux prescriptions parasismiques.

##### Éléments d'équipement
La jurisprudence a évolué en faveur du maître d'ouvrage pour la question des équipements techniques. Par exemple, en 2017, il a été jugé que : 
« les désordres affectant des éléments d’équipement, dissociables ou non, d’origine ou installés sur existant, relèvent de la responsabilité décennale lorsqu’ils rendent l’ouvrage dans son ensemble impropre à sa destination. »
— C. cass., 3ee ch. civ., 15 juin 2017, 16-19.640, publié, BICC n°872 du 1er décembre 2017
Cette décision a été confirmée par plusieurs autres décisions juridiques. Elle a pour conséquence d'intégrer les travaux de rénovation, même ponctuels, dans le cadre de la garantie décennale. Par exemple, le remplacement d'un insert dans une maison ancienne, s'il rend impropre l'utilisation de la maison dans son ensemble, entre dans le cadre de la garantie décennale. Cette décision a une implication importante sur les assurances que doivent souscrire les professionnels.

## Statistiques
Une analyse des contentieux de la construction devant la Cour d'appel de Rennes sur l'année 1989 montre que les condamnations au titre de la garantie décennale représentent 51,11 % des arrêts.

### Note
1. ↑  Le maître d'ouvrage souscrit à une assurance Dommages-Ouvrage qui préfinance les travaux de réparation tandis que les constructeurs souscrivent à une assurance responsabilité civile décennale.